# Грлице
Грлице (лат. Streptopelia) род је птица из породице голубова.

## Систематика
- (Temminck, 1809) — дуплопрстенаста азијска грлица
- (Sundevall, 1857) — афричка кејп грлица
- (Frivaldszky, 1838) — гугутка
- (Hartlaub & Finsch, 1870) — афричка жалосна грлица или сивоглава гугутка
- — филипинска гугутка
- (Reichenow, 1910)
- (Ruppell, 1837)
- (Latham, 1790) — оријентална грлица
- (Erlanger, 1901) — белокрила грлица
- (Linnaeus, 1758) — кумрија или нубијска грлица
- (Sundevall, 1857) - афричка грлица или сахелска гугутка
- (Ruppell, 1837) — црвеноока грлица или црвеноока гугутка
- (Hermann, 1804) — вијетнамска грлица или црвена грлица
- (Linnaeus, 1758) — дивља грлица или европска дивља грлица
- (Gmelin, 1789) — виноцрвена грлица или винаста гугутка

Родови Spilopelia и Nesoenas су некада били део рода Streptopelia, међутим сада су издвојени што род грлица чини полифилетским.
род 
- (Scopoli, 1786) — перласта грлица, бисерногрла грлица, тачкаста грлица
- (Linnaeus, 1766) — сенегалска грлица или плавокрила грлица

род 
- (Prevost, 1843)
- (Temminck, 1813) — мадагаскарска грлица
- † (изумрла, c. 1700)
- † (измрла, пре 1690)